# デイビッド・ケリー
デイビッド・パトリック・ケリー（David Kelly, 1929年7月11日 - 2012年2月12日）は、アイルランド出身の俳優。

## 略歴
肺炎のため、2012年2月12日、アイルランドの病院で死去。82歳没。

## 主な出演作品
- ポランスキーの パイレーツ Pirates (1986)
- 白馬の伝説 Into The West (1992)
- マン・オブ・ノー・インポータンス A Man of No Importance (1994年) 日本未公開
- ウェイクアップ!ネッド Waking Ned  (1998)
- グリーンフィンガーズ Greenfingers (2000)
- ミーン・マシーン Mean Machine (2001)
- チャーリーとチョコレート工場 Charlie and the Chocolate Factory（2005）ジョーお爺ちゃん
- チャンピオン 明日へのタイトルマッチ The Calcium Kid (2003)
- エージェント・コーディ　ミッション in LONDON Agent Cody Banks 2: Destination London (2004)
- イレイザー The Kovak Box  (2006) Frank Kovak
- スターダスト Stardust (2007)